# Heteropoda martusa
Heteropoda martusa är en spindelart som beskrevs av Jäger 2000. Heteropoda martusa ingår i släktet Heteropoda och familjen jättekrabbspindlar. Inga underarter finns listade i Catalogue of Life.